# Athletissima
 (mai 2011).
Si vous disposez d'ouvrages ou d'articles de référence ou si vous connaissez des sites web de qualité traitant du thème abordé ici, merci de compléter l'article en donnant les références utiles à sa vérifiabilité et en les liant à la section « Notes et références ».
Athletissima est un meeting d'athlétisme qui se déroule chaque année au Stade olympique de la Pontaise à Lausanne, en Suisse. Créé en 1977, il figure depuis 2010 au programme du circuit de la Ligue de diamant.

## Historique
En 1976, il n’existait aucun meeting internationalement reconnu en Suisse romande. Les seules grandes compétitions d’athlétisme se déroulaient outre-Sarine où à l’étranger. Le «Stade Lausanne», club d’Athlétisme de la ville du même nom, décide lors de l’inauguration du tout nouveau stade Pierre-de-Coubertin à Lausanne de marquer d’une pierre blanche cet événement.
Le "Stade Lausanne", présidé alors par Jacky Delapierre, décide d'organiser un meeting d’inauguration, il en confie la direction à son président. L’actuel directeur du meeting réalise alors un véritable tour de force : il engage de nombreux champions olympiques (John Walker, champion olympique du 1500 mètres ; Mac Wilkins, son homologue au lancer du disque ; Rod Dixon, médaillé de bronze du 1500 mètres aux jeux Olympiques de 1972 (Munich); Dick Quax, vice-champion Olympique du 5000 mètres ; Dwight Stones, double médaillé de bronze de saut en hauteur en 1972 et 1976…) et bien d’autres, ceci afin de marquer l’inauguration du stade. C’est d’ailleurs grâce à la qualité de ce plateau, et aussi grâce à l’engouement immédiat du public, que le meeting est né. Car cet enthousiasme a motivé non seulement les athlètes à revenir pour les éditions suivantes, mais également les organisateurs à répéter l’opération. On peut aisément imaginer qu’un plateau très modeste n’aurait pas attiré beaucoup de monde, ce qui aurait amené le meeting à disparaître.
Le jour J, le 8 juillet 1977, tout est prêt pour lancer ce qui sera le premier meeting d’Athletissima de l’histoire. Cependant, un événement inattendu a lieu sur le coup des 18 heures : une forte pluie fait son apparition au-dessus du stade Pierre-de-Coubertin. Après un moment de flottement, afin de savoir si le meeting aura lieu ou pas, les organisateurs décident de maintenir la manifestation.
Malgré la pluie battante, les champions font de leur mieux en dépit des mauvaises conditions météorologiques, pour le grand bonheur des 5600 spectateurs présents, sans toutefois battre de records. A relever cette anecdote intéressante communiquée par le site web d’Athletissima : « Les athlètes mettent les manettes à fond. Stones en tête. Depuis sa mésaventure des Jeux de Montréal, le champion californien a crié haut et fort qu’il ne sauterait plus jamais sur une piste d'élan mouillée. À Vidy, il oublie tout ça. On le voit même empoigner le balai entre deux essais ! Il ne s’avouera vaincu par les conditions qu'après avoir franchi 2 mètres et 26 centimètres ».
Cet incroyable enthousiasme des athlètes sur la piste se confirme en coulisses, où le même Dwight Stone dit à Delapierre : « Ce qui se passe ce soir est vraiment fantastique. Je suis prêt, nous sommes prêt avec John Walker, avec d’autres, à revenir dans trois semaines. Pour offrir à ce public formidable le spectacle auquel il a droit ».
Ainsi donc, le second meeting d’Athletissima a lieu le 3 août, et cet événement se révèle être une franche réussite. En effet, le stade est comble, et les spectateurs affichent toujours leur enchantement à voir ces athlètes une fois encore à Lausanne. Pour ne rien gâcher, les performances sont à la hauteur des attentes, ce qui a pour effet de rendre la fête encore plus belle. Les éditions suivantes se révèlent à la hauteur de ce premier succès.
L’année 1986 marque un tournant dans l’histoire du meeting, car ce dernier est appelé à participer au "Grand Prix" qui regroupe les meilleurs meetings du monde à l’époque. Une des conditions était toutefois d'avoir une couverture télévisée optimale, ce qui n'était pas possible au stade Pierre-de-Coubertin. C’est donc logiquement que le meeting s’est tourné vers le stade de la Pontaise qui est encore actuellement le plus grand stade des environs de Lausanne. Ainsi, la ville de Lausanne a fait construire, en 1986, une piste synthétique autour de ce stade spécialement pour la réunion lausannoise. Cette piste sera encore remplacée en 2003 par Conica, l’un des sponsors actuel du meeting.
Par la suite, il sera organisé de nombreux autres meetings avec le succès que l’on connaît aujourd’hui.

## Aujourd'hui
En 2011, le meeting d’Athletissima est classé en 6e position du classement IAAF des plus grands meetings mondiaux derrière le Weltklasse Zurich, le Mémorial Van Damme de Bruxelles, le Meeting Areva de Paris, l'Aviva London Grand Prix de Londres et le Meeting Herculis de Monaco. Athletissima comptabilise 92 854 points contre 94 242 pour Zurich, premier meeting mondial.

## Cadre du meeting
Le meeting d’Athletissima existe depuis 1977, il est l'une des réunions qui a le plus petit budget à l’échelle mondiale (environ quatre millions de francs suisses). Il en est de même avec le stade de la Pontaise qui est l’un des plus petits, mais l’un des plus appréciés des athlètes en raison de sa proximité avec le public et de sa piste.
Le meeting accueille 14 disciplines et s’appuie sur l’aide de plus de 500 bénévoles. Il est suivi par des nombreux médias venus du monde entier, il est même considéré comme la manifestation sportive la plus importante de Suisse Romande selon l’association "Swiss Top Sport" qui regroupe les 16 principaux événements sportifs suisses, dont Athletissima fait partie, tout comme son homologue du Weltklasse de Zurich, ainsi que le tournoi de tennis de Gstaad, les concours hippiques de Saint-Gall et de Genève, et la Coupe Spengler de Davos notamment.

## Records

### Records du monde
La réunion lausannoise a été le théâtre de plusieurs records du monde, dont le dernier en date qui a eu lieu en 2006 et qui est l'œuvre de Liu Xiang qui a signé le temps de 12 s 88 sur le 110 mètres haies (record actuel : 12 s 87 détenu par le Cubain Dayron Robles). À noter que même si le meeting n’a été qu’à quelques reprises le théâtre de records du monde, il en ressort à chaque édition des meilleures performances mondiales de la saison, ce qui explique logiquement la bonne position du meeting au classement de l’IAAF qui prend en compte les performances globales du meeting.
| Année | Athlète           | Épreuve          | Performance |
| ----- | ----------------- | ---------------- | ----------- |
| 1994  | Leroy Burrell     | 100 m            | 9 s 85      |
| 2005  | Yelena Isinbayeva | Saut à la perche | 4,93 m      |
| 2006  | Liu Xiang         | 110 m haies      | 12 s 88     |

### Records du meeting

#### Hommes
| Épreuve           | Record             | Athlète            | Nationalité    | Date              | Réf.  |
| ----------------- | ------------------ | ------------------ | -------------- | ----------------- | ----- |
| 100 m             | 9 s 69 (-0,1 m/s)  | Yohan Blake        | Jamaïque       | 23 août 2012      |       |
| 200 m             | 19 s 50 (-0,1 m/s) | Noah Lyles         | États-Unis     | 5 juillet 2019    |       |
| 400 m             | 43 s 62            | Wayde van Niekerk  | Afrique du Sud | 6 juillet 2017    |       |
| 800 m             | 1 min 41 s 11      | Emmanuel Wanyonyi  | Kenya          | 22 août 2024      | [ 1 ] |
| 1 000 m           | 2 min 13 s 49      | Ayanleh Souleiman  | Djibouti       | 25 août 2016      |       |
| 1 500 m           | 3 min 27 s 83      | Jakob Ingebrigtsen | Norvège        | 22 août 2024      | [ 2 ] |
| Mile              | 3 min 49 s 12      | Noureddine Morceli | Algérie        | 10 juillet 1991   |       |
| 2 000 m           | 4 min 52 s 44      | Jim Spivey         | États-Unis     | 15 septembre 1987 |       |
| 3 000 m           | 7 min 30 s 62      | Daniel Komen       | Kenya          | 2 juillet 1999    |       |
| 5 000 m           | 12 min 40 s 45     | Berihu Aregawi     | Éthiopie       | 30 juin 2023      | [ 3 ] |
| 10 000 m          | 27 min 15 s 00     | Haile Gebrselassie | Éthiopie       | 6 juillet 1994    |       |
| 110 m haies       | 12 s 88 (+1,1 m/s) | Liu Xiang          | Chine          | 11 juillet 2006   |       |
| 400 m haies       | 47 s 14            | Edwin Moses        | États-Unis     | 14 juillet 1981   |       |
| 3 000 m steeple   | 8 min 01 s 62      | Brimin Kipruto     | Kenya          | 8 juillet 2010    | [ 4 ] |
| Saut en hauteur   | 2,41 m             | Bohdan Bondarenko  | Ukraine        | 4 juillet 2013    |       |
| Saut à la perche  | 6,15 m             | Armand Duplantis   | Suède          | 21 août 2024      |       |
| Saut en longueur  | 8,56 m (+2,0 m/s)  | Iván Pedroso       | Cuba           | 9 juillet 1995    |       |
| Triple saut       | 18,06 m (+1,1 m/s) | Christian Taylor   | États-Unis     | 9 juillet 2015    |       |
| Lancer du poids   | 22,81 m            | Ryan Crouser       | États-Unis     | 26 août 2021      |       |
| Lancer du disque  | 70,53 m            | Virgilijus Alekna  | Lituanie       | 5 juillet 2005    |       |
| Lancer du javelot | 90,61 m            | Anderson Peters    | Grenade        | 22 août 2024      | [ 5 ] |

#### Femmes
| Épreuve               | Record             | Athlète                                                 | Nationalité      | Date           | Réf.  |
| --------------------- | ------------------ | ------------------------------------------------------- | ---------------- | -------------- | ----- |
| 100 m                 | 10 s 60 (+1,7 m/s) | Shelly-Ann Fraser-Pryce                                 | Jamaïque         | 26 août 2021   |       |
| 200 m                 | 22 s 07 (+1,6 m/s) | Merlene Ottey                                           | Jamaïque         | 9 juillet 1995 |       |
| 400 m                 | 49 s 17            | Salwa Eid Naser                                         | Bahreïn          | 5 juillet 2019 |       |
| 800 m                 | 1 min 56 s 25      | Maria Mutola                                            | Mozambique       | 2 juillet 2002 |       |
| 1 500 m               | 3 min 57 s 34      | Shelby Houlihan                                         | États-Unis       | 5 juillet 2018 |       |
| Mile                  | 4 min 16 s 05      | Genzebe Dibaba                                          | Éthiopie         | 6 juillet 2017 |       |
| 3 000 m               | 8 min 21 s 50      | Diribe Welteji                                          | Éthiopie         | 22 août 2024   | [ 6 ] |
| 100 m haies           | 12 s 34 (-0,9 m/s) | Jasmine Camacho-Quinn                                   | Porto Rico       | 26 août 2022   |       |
| 400 m haies           | 52 s 25            | Femke Bol                                               | Pays-Bas         | 22 août 2024   |       |
| 3 000 m steeple       | 9 min 5 s 98       | Virginia Nganga                                         | Kenya            | 30 juin 2023   | [ 7 ] |
| Saut en hauteur       | 2,06 m             | Mariya Lasitskene                                       | Russie           | 6 juillet 2017 |       |
| Saut à la perche      | 4,93 m             | Yelena Isinbayeva                                       | Russie           | 5 juillet 2005 |       |
| Saut en longueur      | 7,48 m (+0.4 m/s)  | Heike Drechsler                                         | Allemagne        | 8 juillet 1992 |       |
| Triple saut           | 15,52 m (+0,6 m/s) | Yulimar Rojas                                           | Venezuela        | 26 août 2021   |       |
| Lancer du poids       | 20,95 m            | Valerie Adams                                           | Nouvelle-Zélande | 23 août 2012   |       |
| Lancer du disque      | 68,96 m            | Sandra Perković                                         | Croatie          | 4 juillet 2013 |       |
| Lancer du javelot     | 68,43 m            | Sara Kolak                                              | Croatie          | 6 juillet 2017 |       |
| Relais 4 × 100 mètres | 42 s 03            | Dina Asher-Smith Desirèe Henry Bianca Williams Amy Hunt | Royaume-Uni      | 22 août 2024   |       |

## Médias
La Télévision Suisse Romande (TSR) aujourd’hui renommée Radio télévision suisse (RTS) a diffusé pour la première fois lors de cette édition 2010, une émission en HD lors d’Athletissima. Cela démontre bien l’importance qu’accordent les médias à la réunion lausannoise.
On peut affirmer que la TSR qui s’est occupée de la délicate mission de retransmission, a relevé haut la main le défi de la HD pour une Première. Le meeting a nécessité l’apport de quatre camions ainsi que de nombreux techniciens et caméras HD. Athletissima représente d’ailleurs l’événement le plus important de l’année couvert par la Télévision Suisse Romande.
En effet, la couverture télévisuelle englobe près de 150 pays du monde entier qui retransmettent le meeting soit en direct, soit sous forme de résumé ou de retransmission. Ceci fait d’Athletissima un des événements suisse le plus suivi dans le monde, toutes catégories confondues (juste derrière le Weltklasse de Zurich).
Les pays dont il n'y a pas de diffusion du meeting sont les suivants : l’Ukraine, la Lettonie, l’Estonie, la Lituanie, l’Asie en général excepté le Japon, l’Afrique en général, l’Amérique du Sud excepté le Venezuela, le Chili et le Brésil. Mis à part ces quelques pays, Athletissima est disponible partout dans les autres pays du monde, et est retransmis par 58 chaines.
Les contraintes télévisuelles pour la Diamond League sont précises et similaires pour tous les meetings : 2 heures de direct au maximum et émission du signal en HD. À noter que certaines des réunions n’émettent pas encore en HD mais qu’elles vous le faire à moyen terme.
Comme dit précédemment, cette retransmission est véritablement bénéfique pour la région et est une grande source de revenus pour le meeting. Ce dernier tire une grande partie de ses bénéfices grâce aux médias et à la revente des droits tv aux différentes chaînes nationales. A souligner que les recettes de ces droits ont doublé cette année grâce à la Diamond League.
Lors du meeting, le stade est équipé de 28 caméras dispersées un peu partout dans le stade. Notamment une caméra qui suit les athlètes pendant les courses (en travelling sur la ligne droite du 100 mètres), une caméra sur une perche dans le virage, et encore plusieurs caméras qui sont disposées aux abords des différentes disciplines.
La couverture TV a principalement évolué lors du passage du stade Pierre-de-Coubertin à celui de la Pontaise en 1986. En effet, l’éclairage disposé pour la pratique du football empêchait une bonne visibilité de la piste et il n’y avait, en conséquence, pas de retransmission du meeting en direct (uniquement des résumés).
Cependant, le meeting a toujours été suivi par les médias en général, si ce n’est pas par la télévision durant les premières années, la presse et la radio ont contribué à faire connaître le meeting. Il y a aujourd’hui près de 220 journalistes qui suivent le meeting et qui représentent aussi bien la presse écrite, la radio et la télévision. C'est la RSR qui est le partenaire radio officiel du meeting, alors que Le Matin est le journal officiel. C’est lui qui édite le programme officiel et qui soutient le meeting depuis la première édition.